# Pharmacists for Future
 Pharmacists for Future (kurz Ph4F) ist eine Initiative, die Menschen aus dem Bereich der Pharmazie vereint, die sich für den Klimaschutz engagieren. Sie sind in ganz Deutschland tätig und verfolgen gemeinsam das Ziel, die Pharmazie nachhaltiger zu gestalten. Zu ihren Aktivitäten gehören die Aufklärung der Öffentlichkeit, die Fortbildung von Kolleginnen und Kollegen sowie die Förderung von nachhaltigen Praktiken in der Pharmazie. Sie nutzen die niederschwelligen Möglichkeiten der Apotheke, um Menschen über die gesundheitlichen Auswirkungen der Klimakrise zu beraten. Zugleich legen sie Wert darauf, dass auch die Umweltauswirkungen auf und von Medikamenten nicht außer Acht gelassen werden dürfen. Die Aufklärung der Patientinnen und Patienten über diese Zusammenhänge kann dazu beitragen, den Mehrverbrauch bzw. Übergebrauch von Arzneimitteln zu reduzieren.

## Organisation
Die Pharmacists for Future wurden im Februar 2021 gegründet und sind eine Initiative des Vereins demokratischer Pharmazeutinnen und Pharmazeuten (VdPP).
Die Mitglieder von Ph4F sind ehrenamtlich engagierte Pharmazeutinnen und Pharmazeuten sowie PTA aus verschiedenen Bereichen wie öffentlichen Apotheken, Krankenhäusern, der pharmazeutischen Industrie, der Pharmaforschung oder Ministerien.
Sie operieren als überregionale Vereinigung und sind zudem in die drei Regionalgruppen Nord-, Ost- und Südwest- mit den jeweiligen Sitzen in Berlin, Jena und Tübingen gegliedert. Als Teil des For-Future-Bündnisses verstehen sie sich als Beitrag zur gesamten Bewegung für Klimaschutz und Nachhaltigkeit.

## Ziele
Die Ph4F treten dafür ein, dass
- die Behandlung der Klimakrise und ihrer Folgen für die Gesundheit eine zentrale Aufgabe des Gesundheitssektors wird,[2]
- die Ziele des Pariser Abkommens und des 1,5-Grad-Ziels eingehalten werden,
- die gesundheitlichen Auswirkungen des Klimawandels bei sämtlichen Klimaschutzmaßnahmen berücksichtigt werden,
- das Thema Klimawandel und Gesundheit in den Curricula der Aus-, Fort- und Weiterbildungen der Gesundheitsfachberufe verpflichtend verankert wird.[9][10]

## Präsenz & Erfolge
Die Pharmacists for Future beteiligen sich aktiv an öffentlichen Protestveranstaltungen zum Umweltschutz sowie den jährlichen Klimastreiks. Darüber hinaus sind sie mit eigenen Ständen auf wichtigen Fachmessen und Veranstaltungen wie der Expopharm und INTERPHARM vertreten.
Zur Förderung einer geplanten Fortbildungsreihe wurde ihr Engagement im Dezember 2023 mit dem ersten Platz in der Jurywertung des SWT-Umweltpreises ausgezeichnet. Diese Auszeichnung würdigt ihre Bemühungen und ihren Einsatz für umweltbezogene Bildungsinitiativen.
Die Mitglieder der Pharmacists for Future sind aufgrund ihrer Fachkompetenz und ihres Engagements für Nachhaltigkeit in der Pharmazie erste Ansprechpartner für Fortbildungen und Seminare bei Apothekerkammern und verwandten Institutionen.
Die Einbindung als Referierende reflektiert die Anerkennung ihres Fachwissens und ihres Beitrags zur professionellen Weiterbildung im Gesundheitswesen.